# Gmina Podgórzyn
Gmina Podgórzyn je polská vesnická gmina v okrese Krkonoše v Dolnoslezském vojvodství. Sídlem gminy je obec Podgórzyn. V roce 2020 zde žilo 8 285 obyvatel.
Gmina má rozlohu 82,5 km² a zabírá 13,2 % rozlohy okresu. Skládá se z 10 starostenství.

## Části gminy
Starostenství
Borowice, Głębock, Marczyce, Miłków, Podgórzyn, Przesieka, Sosnówka, Staniszów, Ścięgny, Zachełmie